# Деда, Ярослав Мирославович
Ярослав Мирославович Деда (укр. Ярослав Мирославович Деда; род. 28 мая 1999, Ивано-Франково, Львовская область) — украинский футболист, нападающий.

## Биография

### Ранние годы
Воспитанник любительского клуба БРВ-ВИК и ДЮСШ луцкой «Волыни». С 2012 по 2015 год провёл 59 матч и забил 50 голов в чемпионате ДЮФЛ.

### Клубная карьера
25 июля 2014 года дебютировал за молодёжную (U-21) команду лучан в поединке с мариупольским «Ильичёвцем». В юниорской (U-19) команде впервые сыграл 27 августа того же года в матче против львовских «Карпат».
13 марта 2016 года дебютировал в составе «Волыни» в Премьер-лиге в домашней игре против днепродзержинской «Стали», выйдя в стартовом составе, но уже на 26-й минуте был заменён на Александра Чепелюка. Таким образом Ярослав в возрасте 16 лет и 290 дней стал на тот момент самым молодым дебютантом сезона 2015/16 и 36-м в истории всего турнира. Также Деда стал первым игроком 1999 года рождения в чемпионате Украины.

### Карьера в сборной
С 2014 по 2015 год играл в составе юношеской сборной Украины U-16. С 2015 года играет в юношеской сборной Украины U-17.

## Статистика
| Клуб   | Лига         | Сезон   | Чемпионат | Чемпионат | Кубок | Кубок | Дубль | Дубль |
| Клуб   | Лига         | Сезон   | Игры      | Голы      | Игры  | Голы  | Игры  | Голы  |
| ------ | ------------ | ------- | --------- | --------- | ----- | ----- | ----- | ----- |
| Волынь | Премьер-лига | 2014/15 |           |           |       |       | 7     | 1     |
| Волынь | Премьер-лига | 2015/16 | 3         | 0         |       |       | 9     | 0     |
| Волынь | Премьер-лига | 2016/17 | 11        | 0         | 2     | 1     | 13    | 6     |